# Markaz Shabab Al-Am'ari
Markaz Shabab Al-Am'ari ( em árabe: مركز شباب الأمعري) é um clube de futebol com sede em Am'ari, um campo de refugiados na Palestina, que joga na West Bank Premier League. Manda suas partida no Faisal Al-Husseini International Stadium, que tem capacidade para 12 500.

## Títulos
- Cisjordânia Premier League
  - Campeões (2) : 1997, 2011

- Copa do Presidente da AFC
  - Vice-Campeão (1): 2012

## Participaç]oes
- AFC President's Cup : 1 aparição

2012 : vice-campeão
- Copa AFC : 1 aparição

2021 : Fase de grupos

### Resultados Continentais
| Temporada | Competição | Rodada  | Adversário | Casa | Fora | Agregado |
| --------- | ---------- | ------- | ---------- | ---- | ---- | -------- |
| 2021      | Copa AFC   | Grupo C | Al Faisaly | 2–0  | 2–0  | 4º       |
| 2021      | Copa AFC   | Grupo C | Al-Kuwait  | 4–1  | 4–1  | 4º       |
| 2021      | Copa AFC   | Grupo C | Tishreen   | 5–1  | 5–1  | 4º       |